# Robert Žan
Robert Žan (* 28. April 1967 in Jesenice) ist ein ehemaliger jugoslawischer Skirennläufer.

## Karriere
Žan gab sein internationales Renndebüt bei den Juniorenweltmeisterschaften 1984 in Sugarloaf, Maine. Dort erreichte er als bestes Ergebnis den 7. Platz im Riesenslalom. Im darauffolgenden Jahr gewann er die Goldmedaille im Riesenslalom.
1987 nahm Žan an seinen ersten Alpinen Skiweltmeisterschaften teil. Bei den Wettkämpfen in Crans-Montana erreichte er als beste Platzierung den 20. Rang im Riesenslalom, im Slalom schied er aus.
Seine ersten Weltcuppunkte gewann Žan am 17. Januar 1988 mit Rang 4 beim Slalom in Bad Kleinkirchheim. Auf den drittplatzierten Bernhard Gstrein fehlte ihm eine knappe halbe Sekunde. Aufgrund dieser Leistung qualifizierte er sich für die Olympischen Winterspiele in Calgary. Dort konnte er jedoch nicht an diesen Erfolg anknüpfen. im Riesenslalom belegte er den Platz 20, im Slalom schied er aus.
Ein Jahr später erreichte er mit Rang 16 im Riesenslalom bei den Weltmeisterschaften in Vail, Colorado seine beste Platzierung bei einem internationalen Großereignis.
In den darauffolgenden Jahren konnte Žan jedoch immer weniger an diese Ergebnisse anschließen. Seine letzten Weltcuppunkte gewann er am 23. November 1989 in Park City, Utah. Sein letztes internationales Rennen bestritt er bei den Weltmeisterschaften 1991 in Saalbach-Hinterglemm, wobei er im Riesenslalom ausschied. Danach ist er nicht mehr als Skirennläufer in Erscheinung getreten.

## Erfolge

### Olympische Winterspiele
- Calgary 1988: 23. Riesenslalom, DNF Slalom

### Weltmeisterschaften
- Crans-Montana 1987: 20. Riesenslalom, DNF Slalom
- Vail 1989: 16. Riesenslalom[4], 29. Super-G[5], DNF Slalom[6]
- Saalbach-Hinterglemm 1991: DNF Riesenslalom

### Weltcup
- Eine Platzierung unter den besten 5

### Juniorenweltmeisterschaften
- Sugarloaf 1984: 7. Slalom, 9. Riesenslalom
- Jasná 1985: 1. Riesenslalom, 44. Abfahrt